# Arthur Goldscheider
Arthur Goldscheider né le 6 juin 1874 à Pilsen (Royaume de Bohême) et mort après 1948 est un marchand d'art français et fabricant d'œuvres en bronze et céramique dans les styles Jugendstil et Art déco.

## Sa vie et son œuvre

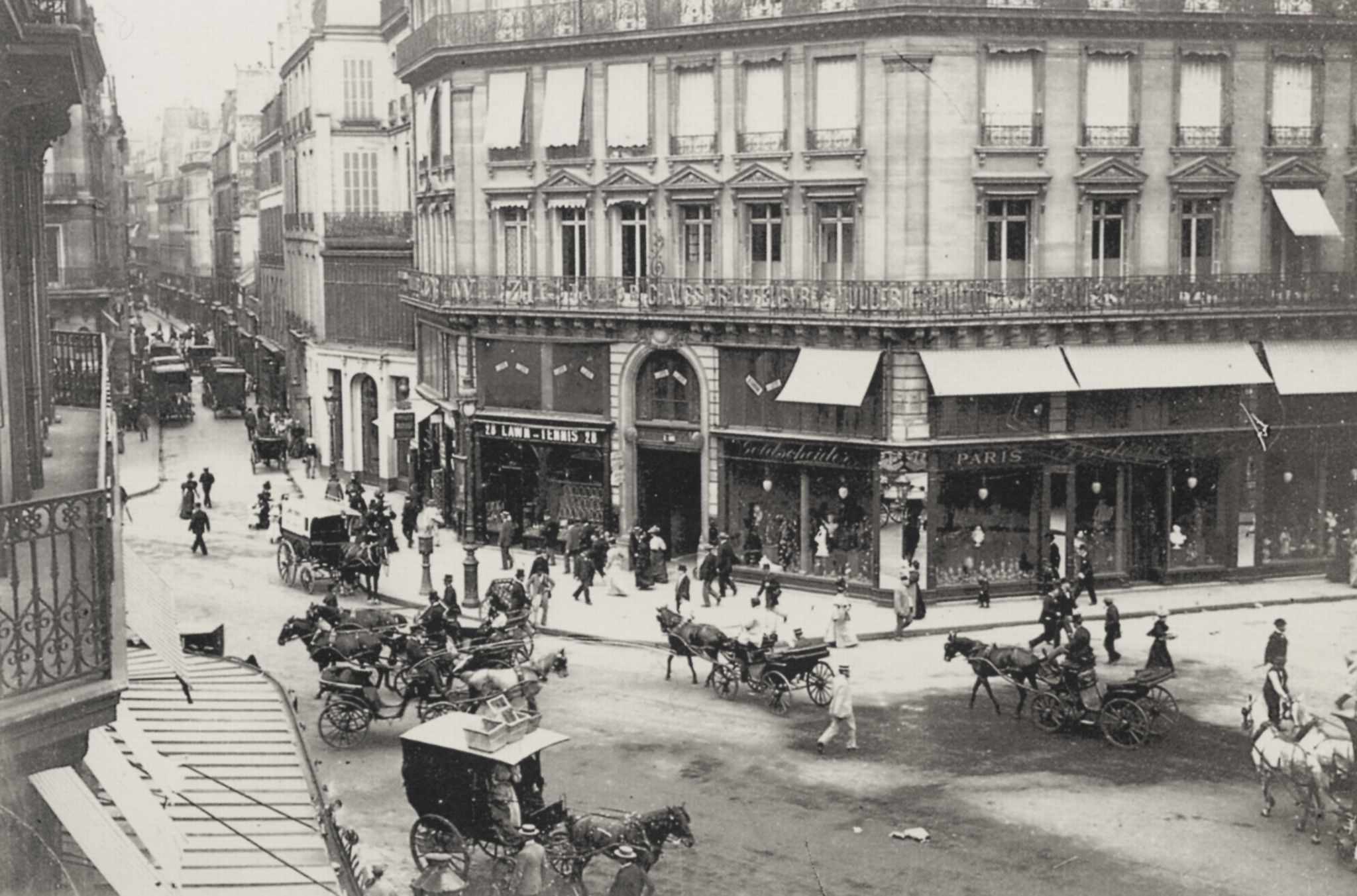
Galeries Goldscheider au 28, avenue de l'Opéra à Paris.

Arthur Goldscheider est le fils de l'entrepreneur autrichien, Friedrich Goldscheider — fabricant de céramiques et bronzes —, et de son épouse Regina Lewit-Goldscheider.
En 1892, son père fonde à Paris une filiale de sa manufacture viennoise. Elle porte le nom de Frédéric Goldscheider et est dirigée par Arthur Goldscheider à partir de 1900. Elle possède un entrepôt au 25, rue de Paradis et une maison de vente au 28, avenue de l’Opéra. La rue de Paradis abrite également la fabrique de bronzes et l'atelier de marbres,.
Dans un premier temps, l'entreprise se consacre à la commercialisation de reproductions en bronze et en marbre des modèles de la maison mère viennoise.

### Période Jugendstil
Arthur Goldscheider s'établit à Paris en tant qu'éditeur d'art, il  commercialise essentiellement des œuvres  françaises. Il choisit ses modèles parmi différents artistes après en avoir observé leurs sculptures dans les ateliers et les salons. Il les reproduit dans sa fabrique de bronzes et en assure la diffusion internationale. Au début du siècle, à Paris, il est en concurrence avec d'autres éditeurs d'art, comme Houdebine, Eugène Blot et Colin et Cie, qui reproduisent des modèles de Maurice Bouval, Léon Delagrange et Louis Chalon.
En 1902, Goldscheider expose le Printemps de Bretagne et Éclosion de Louis Chalon au Salon des artistes français à Paris. Il y présente également des œuvres de  Marius Mars-Vallet. Au Salon de la Société nationale des beaux-arts, il montre des travaux d'artistes Jugendstil comme Hans Stoltenberg Lerche, ainsi qu'une statuette de Bacchante avec encrier et un corps de lampe en plâtre (Le Vice fuyant la lumière) de Gottfrid Larsson.
En 1903, il commercialise des modèles en céramique, en bronze et en marbre d'après des modèles d'artistes français comme Henri Allouard, Alfred Boucher, Maurice Bouval, Aristide Croisy, Joseph Carlier, Louis-Robert Carrier-Belleuse, Félix Charpentier, Alexandre Charpentier, Jean-Antoine Injalbert, Henri Louis Levasseur, Auguste Ledru, Paul Loiseau-Rousseau, Hector Lemaire, Antonin Mercié, Paul Moreau-Vauthier, Laurent Marqueste, ainsi que des modèles du sculpteur allemand Rudolf Maison et de l'Autrichien Arthur Strasser.
En 1907, Goldscheider édite Le Déjeuner fleuri de Léo Laporte-Blairsy. Paul Philippe crée pour lui plusieurs statues en bronze et marbre, y compris la statuette de marbre Le Réveil. Goldscheider fait connaître des œuvres de Georges Van der Straeten qu'il fait exposer au Salon des artistes français à Paris. Le sculpteur italien Francis La Monaca crée les statuettes en bronze du Danseur et du Siffleur pour lui.
Au début de la Première Guerre mondiale, l'étroite collaboration entre Arthur Goldscheider et la maison mère est rompue. Durant les années de guerre, Arthur masque ses racines viennoises et qualifie sa société de « Maison franco-tchèque » ; officiellement elle ne représente presque uniquement que des artistes de nom français. À Paris, il officie maintenant sous le nom d'« Arthur Goldscheider, Éditeur d'Art », ayant son siège rue de Paradis.

### Période Art déco
En 1921, Céline Lepage sculpte la Mendiante à Marrakech, elle est éditée par Arthur Goldscheider en différentes tailles. Les œuvres d'art commercialisées par Goldscheider sont proposées dans de nombreux magasins spécialisés notamment à Amiens, Bordeaux, Lyon et Toulouse. À la fin de l'année 1924, les œuvres présentées comprennent les bronzes Tigre en furie, de Francis La Monaca, La Danseuse Nattowa du Biélorusse Serge Youriévitch (exposé au Salon d'automne en 1923), Danse bachique de Pierre le Faguays, Dancing Girl et la Jongleuse (sculpture en bronze et ivoire) de Marcel Bouraine, Pierrette de Georges Van der Straeten, ainsi que le groupe en bronze et marbre Jalousie de Charlotte Monginot, exposé au Salon des artistes français de 1924.

#### Les groupes d'artistes La Stèle et L'Évolution
Arthur Goldscheider a fondé deux groupes d'artistes progressistes, La Stèle pour les sculpteurs et L'Évolution pour les créateurs d’œuvres de décoration. Il présente leurs travaux en 1925 sous l'intitulé Art déco dans un pavillon conçu par  Éric Bagge à l'Exposition internationale des Arts Décoratifs et industriels modernes.
Les deux groupes sont placés sous la direction artistique de Marcel Temporal et participent activement à la production industrielle de leurs créations, sans qu'Arthur Goldscheider n'intervienne sur le choix des modèles et sur leur reproduction.
Céline Lepage appartient au groupe d'artistes La Stèle. Goldscheider présente sa Mendiante de Marrakech, lors de l'Exposition de 1925, sous le titre de Femme de Marrakech. Les autres membres du groupe sont E. Arnold, Daniel-Joseph Bacqué, Armel Beaufils, Henri Bouchard, Max Blondat, Marcel Bouraine, Jean-Marie Camus, Frédérique Ozeanne Cederlund, Georges Chauvel, Fernand David, Georges Halbout du Tanney, Gaston Hauchecorne, Nathan Imenitoff, Raoul Lamourdedieu, Francis La Monaca, Paul Landowski, Pierre Lenoir, Charles Malfray, Joël Martel, Henri-Édouard Navarre, François Popineau, Marius Saïn, Antoine Sartorio, Simone Tallichet, Pierre Traverse, Pierre Vigoureux et Jean Verschneider. Tous créent des œuvres en bronze, ivoire, marbre ou en compositions chryséléphantines.
Au sein du groupe d'artistes de L'Évolution figurent, à côté de l'architecte Éric Bagge, les artisans et décorateurs Jean Besnard, les Ateliers Brugier, H. Brunel, Édouard Cazaux, Cochet-Ewald-Kohler, Raphaël Drouart, Henri Duret, Jean Dreyfus-Stern, Jean-Baptiste Gauvenet, Maurice Gensoli, L.-D. Germani, J.-Ch. Goetz, Guénou, J. Guinard, Claudius Linossier, James Malfray, P.-E. Mangin, Sibylle May, N. Méheut, le bijoutier Ernest Membré, Alexandre Noll, Jean Olin, H. Pecquériaux, Ekiel Raby (qui obtint un grand prix pour ses articles en ivoire), Henri Rapin, G. Ringuet, A. Rivir, Jean Sala, E. Schenk et fils, Jean Saint-Paul et Amalric Walter. Jean Verschneider appartient aux deux Groupes.

#### PublicationL’Évolution artistique
À la suite du succès de l'Exposition de Paris et à partir de 1926, Arthur Goldscheider et le critique d'art français Yvanhoé Rambosson lancent une nouvelle revue intitulée L’Évolution artistique. De nombreux numéros sont publiés sous ce titre, présentant les objectifs des deux groupes. Une version en deux volumes paraît en anglais sous le titre Artistic Evolution. Rambosson et Goldscheider militent pour une plus grande implication de l'artiste dans le processus de  production industrielle et se prononcent pour le développement des productions en série. Leur approche va à l'encontre de la tradition française de séparation entre les œuvres uniques produites par de petites entreprises familiales et les productions industrielles.
Goldscheider plaide pour que les artistes connaissent mieux les processus techniques de fabrication, et qu'ils adaptent ainsi leurs modèles aux moyens techniques.
La production de masse permet d'accéder à une plus large clientèle, de présenter des pièces de bonne qualité à meilleur marché et les artistes peuvent proposer eux-mêmes leur production à la vente. Cette approche renforce la production française tant au niveau national qu'au niveau international tout en satisfaisant l'artiste et l'acheteur. Rambosson et Goldscheider militent pour cette pratique conforme à l'idéal de société issu du mouvement du Jugendstil : toutes les couches de la société doivent pouvoir accéder à la beauté des œuvres d'art.

### Fin de l'entreprise
Au milieu des années 1930, Arthur Goldscheider, âgé d'une soixantaine d'années, ferme son entreprise. Un grand nombre des artistes qu'il avait représentés partent vers une entreprise concurrente, Les Neveux de Jules Lehmann (de).
Goldscheider part pour le Brésil, à Rio de Janeiro, en 1948, date à laquelle sa trace se perd.